# Dorcadion axillare
Dorcadion axillare är en skalbaggsart som beskrevs av Küster 1847. Dorcadion axillare ingår i släktet Dorcadion och familjen långhorningar. Inga underarter finns listade i Catalogue of Life.